# Göller (Kleidungsstück)
Das Göller (auch Göllert oder Göllet genannt) ist ein samtenes Achselstück an einer Schweizer Frauentracht.
Der Begriff stammt wie das französische Collier vom lateinischen collare oder collarium (Halsband) ab.
Bei der Bernertracht ist das Göller schwarz und mit silbernen Göllerketten (berndeutsch: Göllerchetteli) geschmückt, die vorne und hinten mit einer Brosche befestigt sind.